# Fleas and Lice
Fleas and Lice is een Nederlandse crust punk-band afkomstig uit Groningen. Drie leden zaten oorspronkelijk in een andere band genaamd Mushroom Attack. Ze spelen bij het label Skuld Releases in Europa en bij Profane Existence Records en Rodent Popsicle Records in de Verenigde Staten. De band heeft meerdere keren door Europa en Noord-Amerika getoerd.

## Leden
| Huidige leden - Robbie - zang - Esther zang - Pierre - gitaar - Leon - drums - Stiff - basgitaar - Jim - gitaar | Ex-leden - Oene - basgitaar (1995-2002) - Maynard - drums (1993-1998) - Willy - zang (1996) - Pelle - drums (1998-2011) |

## Discografie
- Parasites (7" ep, 1994)
- Fleas and Lice/Bleeding Rectum (split lp, 1995)
- Fleas and Lice/Battle of Disarm (7" split ep, 1995)
- Up The Punx! - Fleas and Lice/Assrash (7" split ep, 1996)
- Global Destruction (12" ep, 1996)
- Here we go again - Fleas and Lice/Boycot (7" split ep, 2000)
- Recipes for catastrophes (lp, 2001)
- Fleas and Lice/The Restarts (split cd, 2002)
- Angry Songs and Bitter Words (single, 2003)
- Early Years (cd, 2005)
- Prepare For Armageddon (lp, 2005)